# Suhaila Seddiqi
Suhaila Seddiqi, född 11 mars 1949 i Kabul, död 4 december 2020 i Kabul, var en afghansk politiker och läkare. Hon var hälsominister 2001–2004. 
Hon studerade medicin i Moskva under kommunistregimen. Seddiqi blev en pionjär då hon som kvinna fick titeln general, då hon fick titeln "surgeon general" av Najibullahs kommunistregering. 
Seddiqi var en av få kvinnor under talibanregimen som vägrade bära burka. Hon upprätthöll också sin ställning som kirurg under talibanregimen.
Efter talibanernas fall utnämndes hon 2001 till hälsominister. Hon blev därmed den första kvinna som utnämnts till minister sedan kommunisttiden.  